# Una furtiva lagrima
Una furtiva lagrima (littéralement « Une larme furtive ») est une romance pour ténor issue de l'opéra L’Élixir d’amour de Gaetano Donizetti créé au Teatro della Canobbiana de Milan le 12 mai 1832. Cet air est le passage le plus célèbre de l'œuvre dont il constitue le sommet. Il est ainsi souvent repris dans les récitals.

## Contexte
Una furtiva lagrima est chantée au cours de la septième scène du second acte. Nemorino a acheté un flacon à un "docteur" qui est en réalité un charlatan, en pensant qu'il contient un élixir d'amour capable de lui gagner le cœur d'Adina, une belle et riche fermière. D'après le docteur, l'élixir agit en un jour, et en attendant ses effets, Nemorino ne porte plus aucun intérêt à Adina, qui s'en trouve affectée. Pour payer une nouvelle dose d'élixir, Nemorino s'engage dans l'armée. Dans le même temps, l'oncle de Nemorino meurt, lui léguant toutes ses richesses. Nemorino, devenu un bon parti, voit toutes les jeunes filles lui tourner autour. Mais le jeune homme n'a pas eu connaissance de la mort de son oncle, et attribue son nouveau succès à l'élixir. Adina est tout aussi surprise et affligée de voir tant de jeunes filles lui courir après. Le charlatan explique à Adina qu'il s'est engagé dans l'armée et a pris l'élixir pour elle. Nemorino prend les larmes qu'il a aperçues dans les yeux d'Adina pour le signe de son amour. Il chante sa joie d'être aimé.

## Livret
| Livret original (italien) | Traduction française |
| --- | --- |
| Una furtiva lagrima negli occhi suoi spuntò: Quelle festose giovani invidiar sembrò. Che più cercando io vò? M'ama! Sì, m'ama, lo vedo. Lo vedo. Un solo istante i palpiti del suo bel cor sentir! I miei sospir, confondere per poco a' suoi sospir! I palpiti, i palpiti sentir, confondere i miei coi suoi sospir... Cielo! Si può morir! Di più non chiedo, non chiedo. Ah, cielo! Si può, Si può morir Di più non chiedo, non chiedo. Si può morir, Si può morir d'amor. | Une larme furtive A perlé dans ses yeux. Elle semblait envier Ces jeunes filles en fête. Que désirer de plus ? Que désirer de plus ? Elle m'aime, oui, elle m'aime : je le vois, je le vois. Pour un instant, sentir les battements, Les battements de son cœur. Mêler un peu à ses soupirs les miens ! Sentir, sentir ses battements, Mêler à ses soupirs les miens ! Ciel ! après on peut, on peut mourir ! Je ne demande rien de plus, rien ! Ah, ciel ! après on peut, on peut mourir ! Je ne demande rien de plus, rien ! Après on peut mourir, après on peut mourir d'amour ! |

## Utilisation dans d'autres œuvres
Sauf indication contraire, les informations mentionnées dans cette section peuvent être confirmées par le générique de fin de l'œuvre audiovisuelle présentée ici, ainsi que par la base de données cinématographiques IMDb,  présente dans la section « Liens externes ».
- 1977 : Partition inachevée pour piano mécanique de Nikita Mikhalkov
- 1996 : Un air de famille, de Cédric Klapisch (musique additionnelle)
- 2001 : Mauvais Genres, de Francis Girod (bande originale)
- 2005 : Match Point de Woody Allen (bande originale)
- 2010 : The Killer Inside Me de Michael Winterbottom (bande originale)
- 2021 : Mes frères et moi de Yohan Manca (bande originale) au cœur du récit.

en musiqueBohemian Rap Story de Doozkawa (titre lagrima)